# Ганс II Шлезвиг-Гольштейн-Зондербургский
Ганс II Шлезвиг-Гольштейн-Зондербургский или Ганс Младший (дат. Hans den yngre, нем. Johann II, 25 марта 1545, Хадерслев — 9 октября 1622, Глюксбург, Шлезвиг-Гольштейн) — первый герцог Шлезвиг-Гольштейн-Зондербургский. «Младшим» его называют для отличия от дяди, тоже Ганса, который правил герцогством Шлезвиг-Гольштейн-Хадерслев.

## Биография
Родился в Хадерслеве, был четвёртым ребёнком датского короля Кристиана III и его супруги Доротеи Саксен-Лауэнбургской. После того, как Ганс-Старший скончался, не имея наследников, и его герцогство было разделено между герцогом Адольфом и королём Фредериком II, Фредерик II передал полученную часть герцогства своему младшему брату Гансу II. Столицей нового герцогства стал Зондербург (современный датский Сённерборг), и потому новую герцогскую линию стали называть Шлезвиг-Гольштейн-Зондербург. При этом сословия отказались дать ему оммаж, и фактическое управление его землями велось братом и дядей.
Ганс II принимал активное участие в политической жизни Дании — к примеру, поддерживая свою невестку-королеву пока король Кристиан IV был несовершеннолетним. Существовали планы развода Ганса со второй женой и женитьбы на вдовствующей королеве.
Ганс II скончался в Глюксбурге в 1622 году.

## Семья и дети
Ганс II был женат дважды. В первый раз он женился в Кольдинге 19 августа 1568 года на Елизавете Брауншвейг-Грубенгагенской, дочери герцога Эрнста III Брауншвейг-Грубенгагенского. У них было 14 детей:
- Доротея (9 октября 1569 — 5 июля 1593), которая 23 ноября 1589 года вышла замуж за герцога Фридриха IV Легницкого
- Кристиан (24 октября 1570 — 4 июня 1633), герцог Шлезвиг-Гольштейн-Эрё
- Эрнст (17 января 1572 — 26 октября 1596)
- Александр Шлезвиг-Гольштейн-Зондербургский (1573—1627)
- Август (26 июля 1574 — 26 октября 1596)
- Мария (22 августа 1575 — 6 декабря 1640), аббатиса Итцехо
- Иоганн Адольф Шлезвиг-Гольштейн-Норбургский (17 сентября 1576 — 21 февраля 1624)
- Анна (7 октября 1577 — 30 января 1616), которая 31 мая 1601 года вышла замуж за герцога Богуслава XIII Померанского
- София (30 мая 1579 — 3 июня 1618), которая 8 марта 1607 года вышла замуж за герцога Филиппа II Померанского
- Елизавета (1580—1653), которая 19 февраля 1615 года вышла замуж за герцога Богуслава XIV Померанского
- Фридрих Шлезвиг-Гольштейн-Норбургский (26 октября 1581 — 22 июля 1658)
- Филипп (1584—1663), женат на Софии Гедвиге Саксен-Лауэнбургской
- Альбрехт (16 апреля 1585 — 30 апреля 1613)
- Маргарита (24 февраля 1583 — 10 апреля 1638), которая 27 февраля 1603 года вышла замуж за Иоганна II Нассау-Зигенского.

Во второй раз он женился 14 февраля 1588 года на принцессе Агнессе Гедвиге Ангальтской, и у них было 9 детей:
- Элеонора (4 апреля 1590 — 13 апреля 1669)
- Анна Сабина (7 марта 1593 — 18 июля 1659), которая 1 января 1618 года вышла замуж за герцога Юлиуса Фридриха Вюртембергского
- Иоганн Георг (9 февраля 1594 — 25 января 1613)
- Иоахим Эрнст Шлезвиг-Гольштейн-Зондербург-Плёнский (1595—1671)
- Доротея Сибилла (13 июля 1597 — 21 августа 1597)
- Доротея Мария (23 июля 1599 — 27 марта 1600)
- Бернгард (12 апреля 1601 — 26 апреля 1601)
- Элеонора София (24 февраля 1603 — 5 января 1675), которая 28 февраля 1624 года вышла замуж за князя Кристиана II Ангальт-Бернбургского
- Агнесса Магдалена (17 ноября 1604 — 17 мая 1607)